# Heberth Bezerril
Heberth Vinícius Bezerril (Natal, 20 de junho de 1970) é um ator brasileiro do teatro popular de São Paulo.
Formado pela Faculdade Cândido Mendes e Escola de Teatro Tablado (ambos do Rio de Janeiro). Heberth Bezerril é um ator versátil, que busca o improviso e a interação com a platéia. O espaço "Casa Café & Teatro", no Bixiga, centro de São Paulo, que conta com um teatro de 90 lugares, é dirigido pelo ator que abre oportunidades para diversas peças de teatro populares e manifestações culturais, fora dos grandes circuitos das artes, oferecendo oportunidade para atores e companhias de teatro em busca da ascensão nos circuitos de maior público.

## Participação como diretor
"Comédia da Revolução Sexual", Comédia sobre a sexualidade humana
- "A Dança da Psiqué", monólogo com poemas de Augusto dos Anjos[2]
- "Papos de Motel", comédia de temática erótica
- "Flávio 1,80 m Atendimento Privativo", de temática GLBT
- "Hoje é Dia de Canja", peça direcionada ao público infantil
- "Fim do Império de Calígula", releitura do último período do poder do imperador romano[3]

## Participações como ator
- "A Decadência do Império Romano de Calígula" (2007), Direção: Heberth Bezerril
- "São Cipriano Anjo ou Demônio" (2007), Direção: Heberth Bezerril
- "Papos de Motel" (2006), Direção: Hereth Bezerril
- "A Dança da Psiquê" (2006), com poemas de Augusto dos Anjos, Direção: Heberth Bezerril
- "A Cigarra e a Formiga" (2005), Direção: Heberth Bezerril
- "Hoje é Dia de Canja (2005), Direção: Heberth Bezerril
- "Flávio 1.80 at Privativo" (2005), Direção: Heberth Bezerril
- "A Ilustre Casa de Ramires" (2000), Direção: Silmara Odeon
- "Disk - Ofensa" - Centro Cultural São Paulo (1999), Direção: Nilton Bicudo
- "Brigith da o Bote" (1998), Direção: Hemerson Bezerril
- "Um Conto Contado" (1997), Direção: Hemerson Bezerril
- "Na Trilha da Caveira que Ri" (1996), Direção: Moncho Rodrigues
- "A Cigarra e a Formiga" (1995), Direção de Hemerson Bezerril
- "Xique Xique Sangrento" (1994), Direção: Hemerson Bezerril
- "Bye – Bye Natal" (1993), Direção: Rassine Santos
- "The Truth" (1993), Direção: Marcelo Amorin
- "Um Ponto Sem Nó" (1992) Direção, André de Oliveira
- "Lisistrata" (1991), Direção: Maria Woritz
- "Love - Uma Volta aos Anos Dourados" (1991), Direção: João Damasceno
- "Calú" (1990), Direção: Maria Woritz
- "Vampíria" (1989), Direção: Carlos Pimentel

## Participações no cinema, televisão, e filmes de curta-metragem
- Curta "Beija-me se for Capaz" (2006), Direção: Lufe Steffen
- Longa-metragem "For All - O Trampolim da Vitória" (1997), Direção: Luiz Carlos Lacerda e Buza Ferraz
- Programa "Fala que eu te Escuto" (2001), Rede Record
- Programa "Ô… Coitado" (2000), SBT
- Propaganda das Casas Bahia (2008), nacional
- Curta "Posso Dormir Quando Estiver Morto" (2008), Direção: Vasco Betini
- Novela "Água na Boca" (2008), Rede Bandeirantes